# Đoan Châu
Đoan Châu (chữ Hán giản thể: 端州区, âm Hán Việt: Đoan Châu khu) là một quận thuộc địa cấp thị Triệu Khánh, tỉnh Quảng Đông, Cộng hòa Nhân dân Trung Hoa. Đoan Châu có diện tích 152 km², dân số 320.000 người. Mã số bưu chính của Đoan Châu là 526040. Về mặt hành chính, Đoan Châu được chia thành các đơn vị hành chính gồm 4 nhai đạo và 2 trấn.
- Nhai đạo: Thành Đông, Thành Tây, Thành Nam, Thành Bắc.
- Trấn: Hoàng Cương, Mục Cương.